# من يخاف من فرجينيا وولف؟ (فيلم)
من يخاف من فرجينيا وولف؟ (بالإنجليزية: Who's Afraid of Virginia Woolf) فيلم أمريكي درامي من الكوميديا السوداء من إخراج مايك نيكولز، وهو أول أفلامه.
وكتب السناريو إرنست ليمان عن مسرحية بنفس الاسم لإدوارد ألبي.

## روابط خارجية
- من يخاف من فرجينيا وولف؟ على موقع IMDb (الإنجليزية)
- من يخاف من فرجينيا وولف؟ على موقع ميتاكريتيك (الإنجليزية)
- من يخاف من فرجينيا وولف؟ على موقع الموسوعة البريطانية (الإنجليزية)
- من يخاف من فرجينيا وولف؟ على موقع روتن توميتوز (الإنجليزية)
- من يخاف من فرجينيا وولف؟ على موقع نتفليكس (الإنجليزية)
- من يخاف من فرجينيا وولف؟ على موقع ألو سيني (الفرنسية)
- من يخاف من فرجينيا وولف؟ على موقع Turner Classic Movies (الإنجليزية)
- من يخاف من فرجينيا وولف؟ على موقع أول موفي (الإنجليزية)
- من يخاف من فرجينيا وولف؟ على موقع بوكس أوفيس موجو (الإنجليزية)
- من يخاف من فرجينيا وولف؟ على موقع فيلمافينيتي (الإسبانية)